# بارانوفکا (شهرستان کراسنویارسکی، استان آستراخان)
بارانوفکا (به لاتین: Baranovka) یک منطقهٔ مسکونی در روسیه است که در استان آستراخان واقع شده‌است.